# チベット仏教の声明
チベット仏教の声明（ちべっとぶっきょうのしょうみょう）は、チベット仏教の儀礼に用いられる仏典に節をつけた仏教音楽。超低音で唱和され、倍音のホーミーまで加わる独特のものである。

## 概要

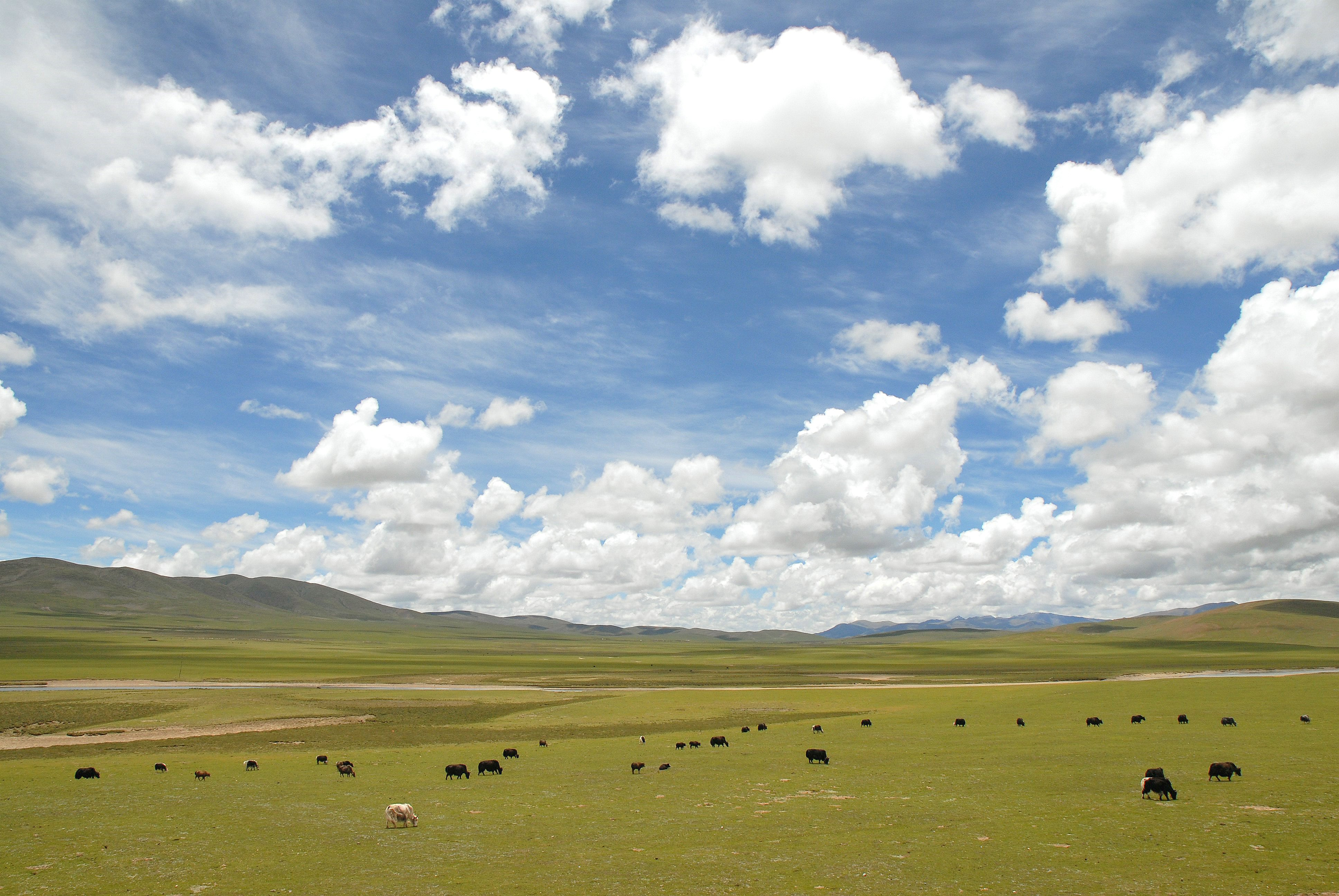
チベット高原で独自の発展を遂げた声明

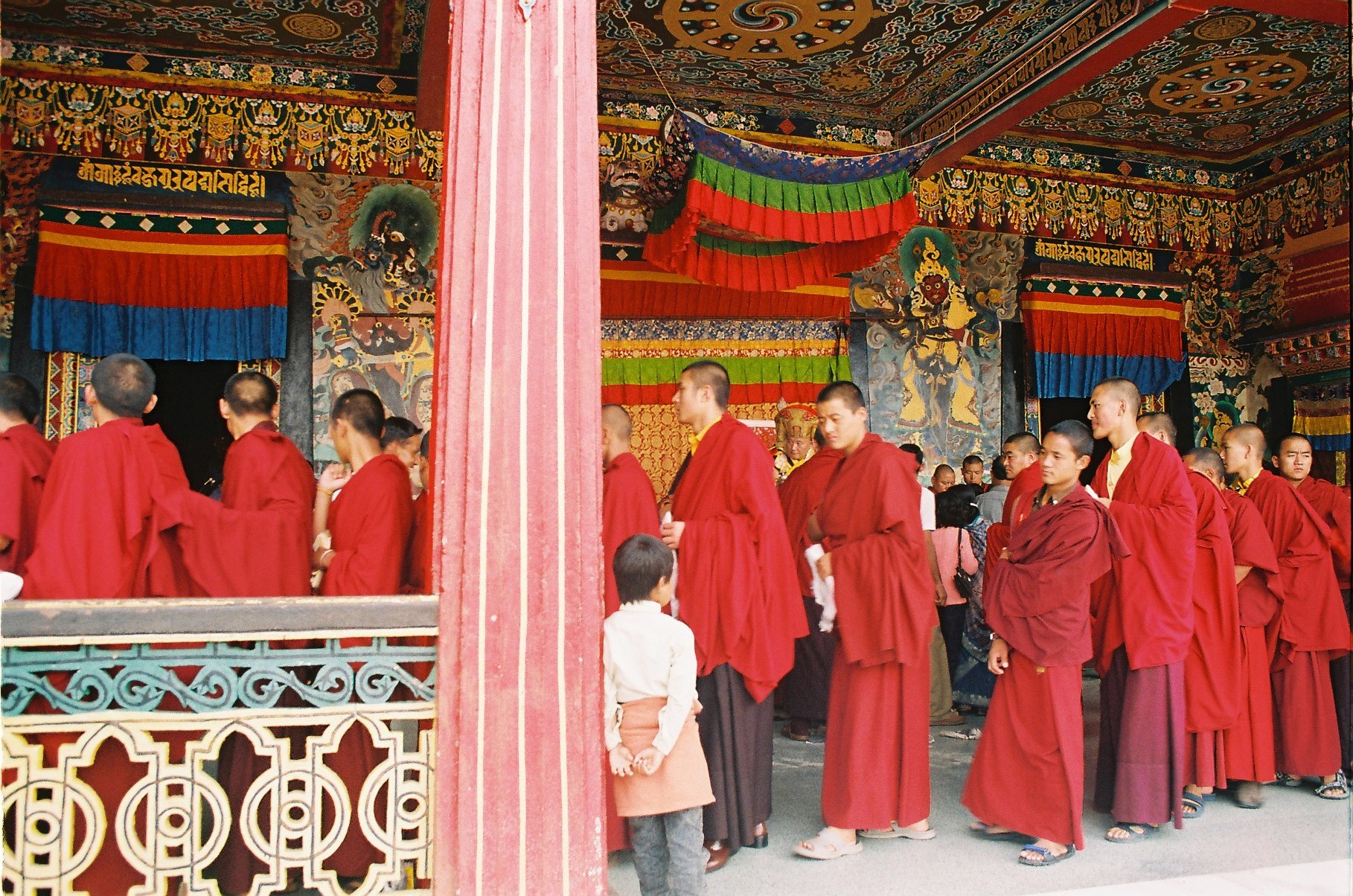
チベット仏教の僧侶（ルムテク僧院・シッキム）

標高4,000メートルのチベット高原では、その呼称の元となった漢民族側の呼び方が吐蕃であったころ、その地を平定した7世紀のソンツェンガンポの時代から、仏教の神髄を継承したユニークな文化圏が形成されてきた。その中で、声明もまた独自の発展を遂げることとなった。しかし、中国の文革期に紅衛兵らによって、長年にわたり文化形成の軸となってきた寺院のほとんどは破壊され、ダライ・ラマをはじめとする多くの僧侶やラマたちはヒマラヤを越えて、南側一帯に亡命した。
このため、仏教とのかかわりの中で展開してきたチベットの音楽も、現在では本場のチベット高原ではなく、ダライ・ラマの亡命先であるインドをはじめとするヒマラヤ南麓の一帯から聞こえてくるようになった。その典型はギュートをはじめとする僧院や寺院で唱えられる声明である。これは、日本の寺院で聞かれるお経を唱和する声明のような単純なものではなく、チベットの声明は超低音で唱和され、倍音のホーミーまで加わる独特のもので全く異なる。僧侶たちは、その合間にバター茶をすすり、法器を演じる。長大なラッパのラグ・ドゥンをはじめ、笛のギャリンやカンリン、さらには打楽器類が加わり、凄まじいばかりの大音響で奏される。
1959年までは、6,000以上の僧院がチベットにはあり、どの家庭も少なくとも1人は男子を僧院に送るのが普通で、男子は7歳、女子はもう少し上の年から僧院生活を送った。僧院は教育機関も兼ねており、きびしい共同生活の中で早朝から深夜まであらゆる種類の宗教的儀礼を行い、基礎チベット語、文法学（声明）、文学、読経、祈祷から始め、アビダルマ学、般若学、論理学、中観思想、占星学、医学、絵画工芸といった仏教教理を学んだが、声明のような音楽もその一つであった。その教育期間は18年にも及んだ。スートラの問答技術は、最も重視され、試験では、試験官の僧と討論しなければならないが、合格すれば、「モンラム（大祈祷祭）」での問答会に参加する資格が与えられ、そこで勝ち進むとチベット仏教学の最高学位であるゲシェ・ラランパの称号が与えられる。さらにより高度な宗教学を修めたい僧は、密教学堂に進み、ゲシェ・ンガランパ（密教博士）の称号を目指すが、達成できるのはごく一部のエリートのみである。ほとんどの僧は、僧院の職人、大工、芸術家、料理人などの仕事に就くのが通例である。